# Suelli
Suelli település Olaszországban, Szardínia régióban, Cagliari megyében. Lakosainak száma 1064 fő (2023. január 1.). Suelli Gesico, Mandas, Selegas, Senorbì és Siurgus Donigala községekkel határos.

## Népesség
A település lakossága az elmúlt években az alábbi módon változott:
| Lakosok száma | 1113 | 1127 | 1064 |
|               | 2017 | 2018 | 2023 |